# ルウェンゾリ山地

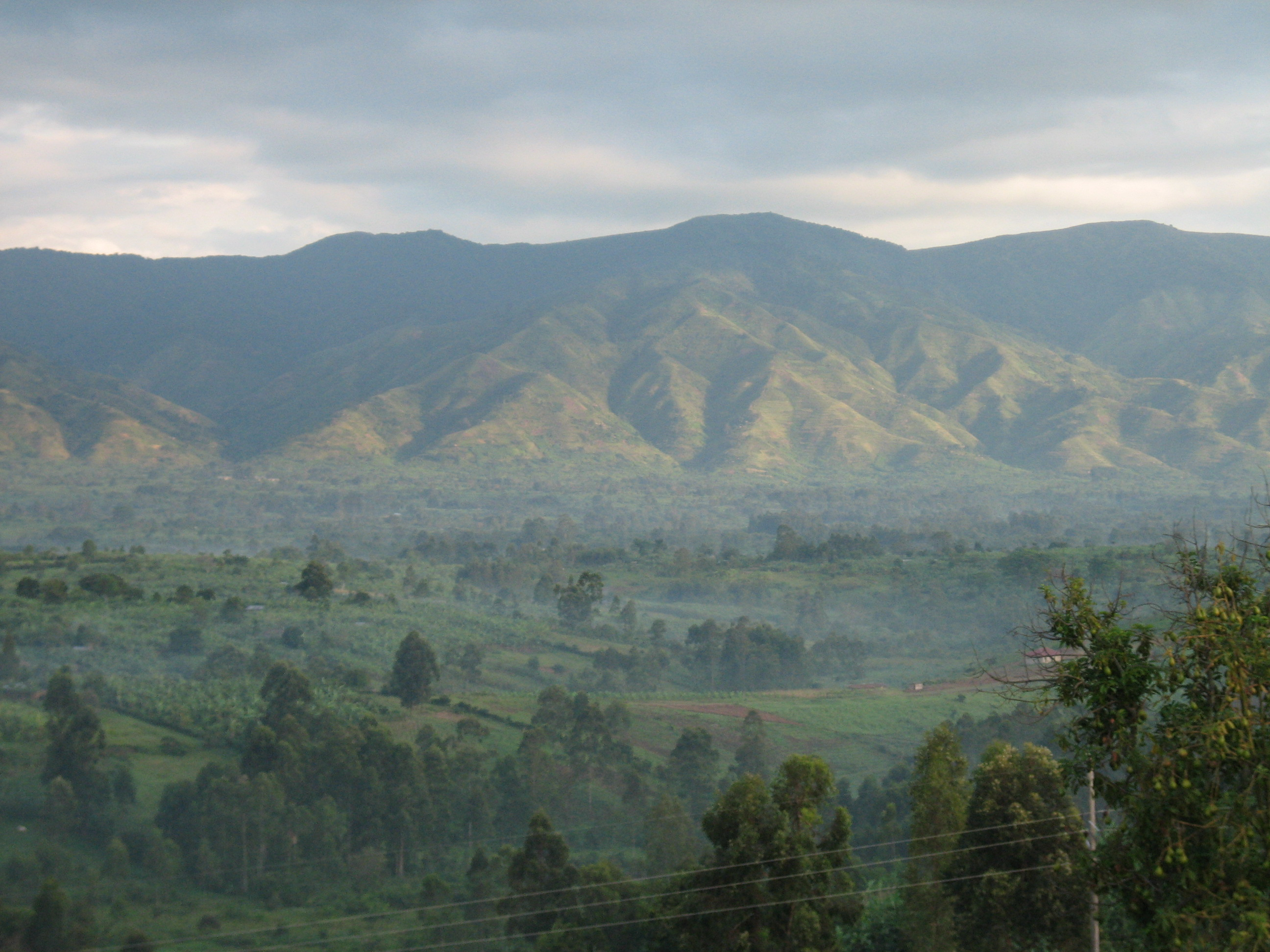
東から山頂を望む

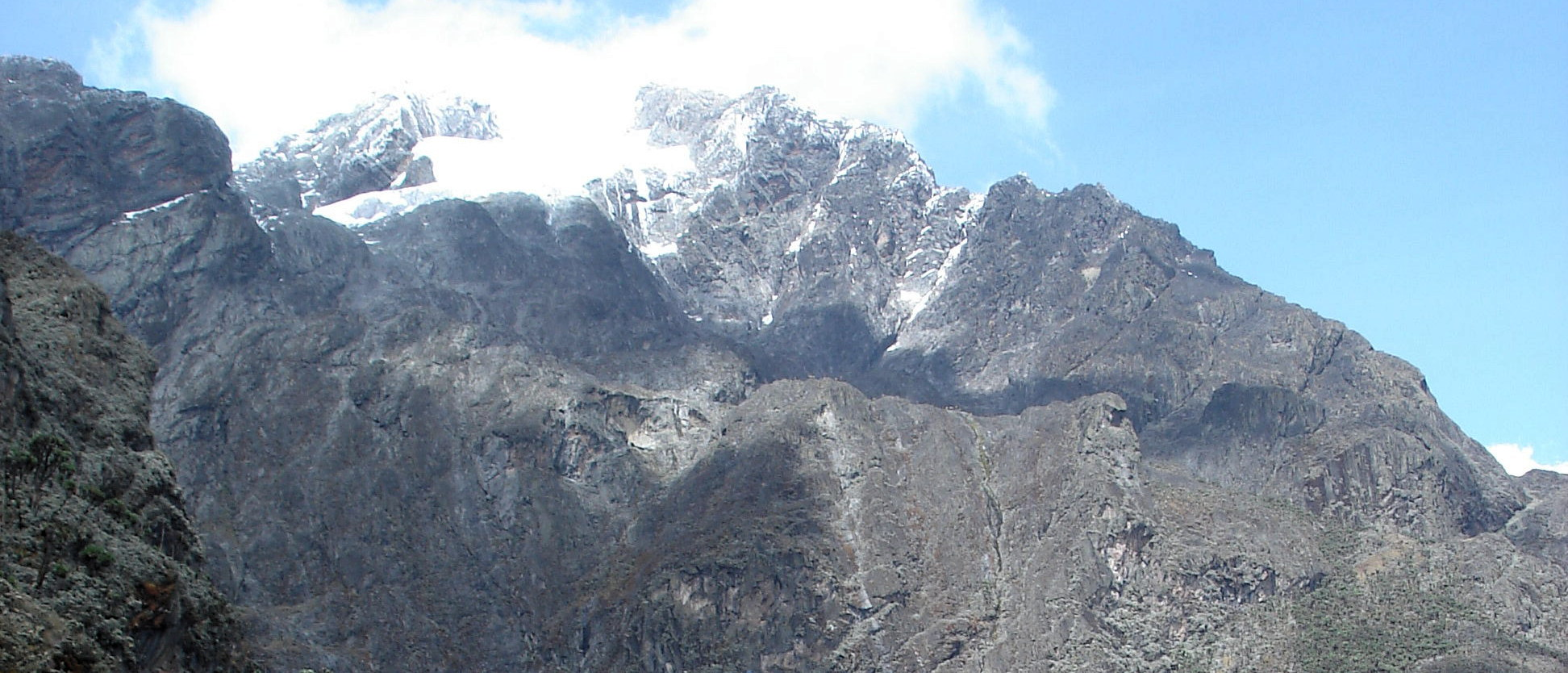
スタンレー山群

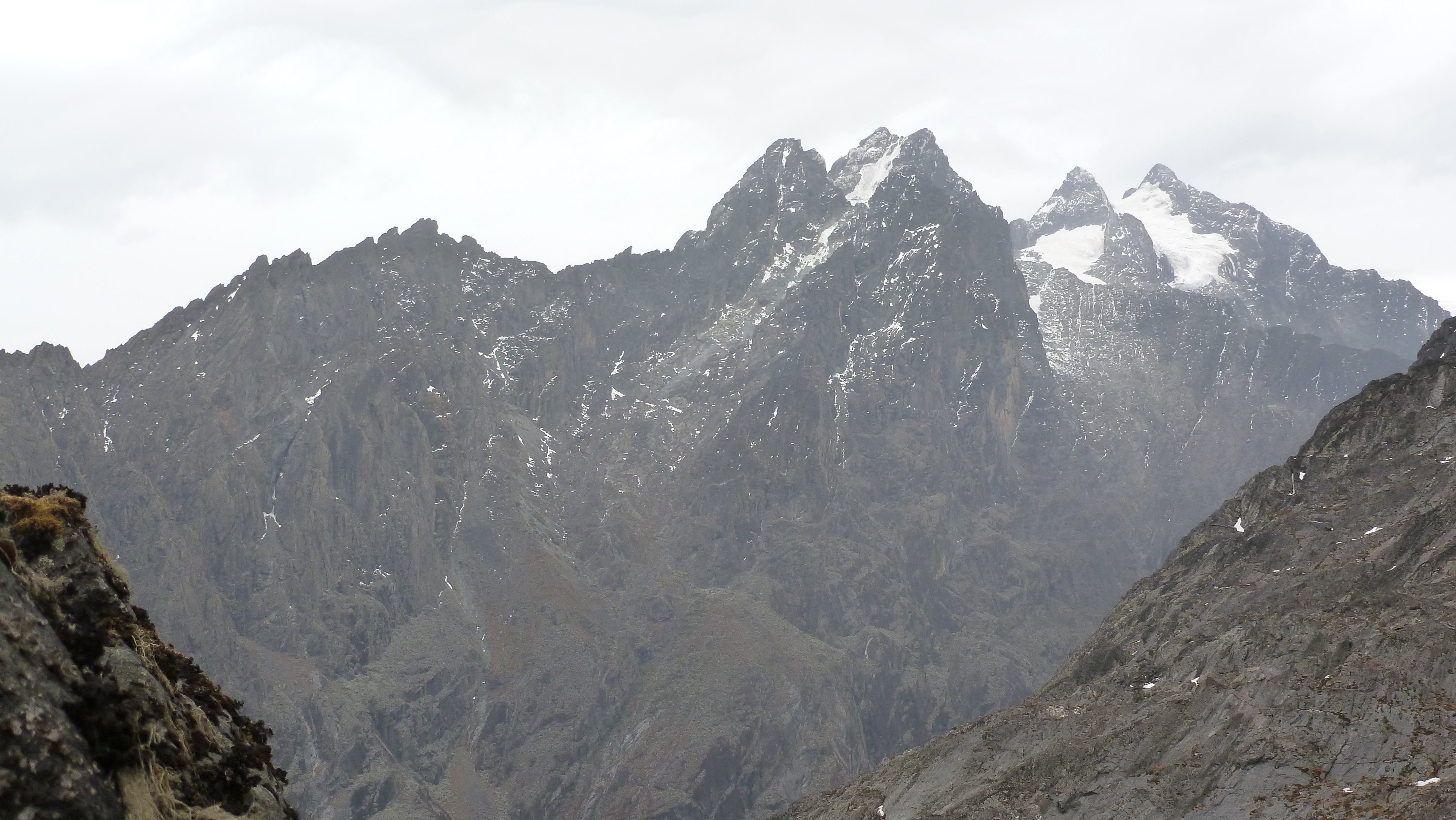
一番右にマルゲリータ峰

ルウェンゾリ山地（ルウェンゾリさんち、Ruwenzori Mountains）は、アフリカ中部、ウガンダとコンゴ民主共和国の国境に位置する山地。小規模ながらも壮観な光景を持つ。最高峰の標高は5,109mである。ルウェンゾリの山頂付近は赤道直下にもかかわらず万年雪を冠しているが、アフリカ大陸で万年雪を戴くのはキリマンジャロ山とケニア山、そしてこのルウェンゾリだけである。ルウェンゾリ山地のほとんどは、「ルウェンゾリ山地国立公園」（ウガンダ）、「ヴィルンガ国立公園」（コンゴ民主共和国）として世界遺産に登録されている。また、ウガンダ側は2008年にラムサール条約登録地ともなった。

## 概要
ルウェンゾリ山地は、アフリカ大地溝帯に属する西リフトバレーの側面が隆起したことによって形成された。山地の長さは約120km、幅65kmである。この山地は、深い峡谷に区切られた6つの山塊から成り立っている。
1. スタンリー山群（英語版）（Mount Stanley、5,109m）
2. スピーク山群（英語版）（Mount Speke、4,890m）
3. ベイカー山群（英語版）（Mount Baker、4,843m）
4. エミン山群（Mount Emin、4,798m）
5. ゲッシ山群（Mount Gessi、4,715m）
6. ルイジ・ディ・サヴォイア山群（Mount Luigi di Savoia、4,627m）

スタンリー山群は最高峰であり、特にいくつかある山頂の中のマルゲリータ峰が標高5,109mとなっている。300万年前のプレート運動で傾斜し、上方へ圧縮して片麻岩や花崗岩からなる山体ができたと考えられている。

## 植生

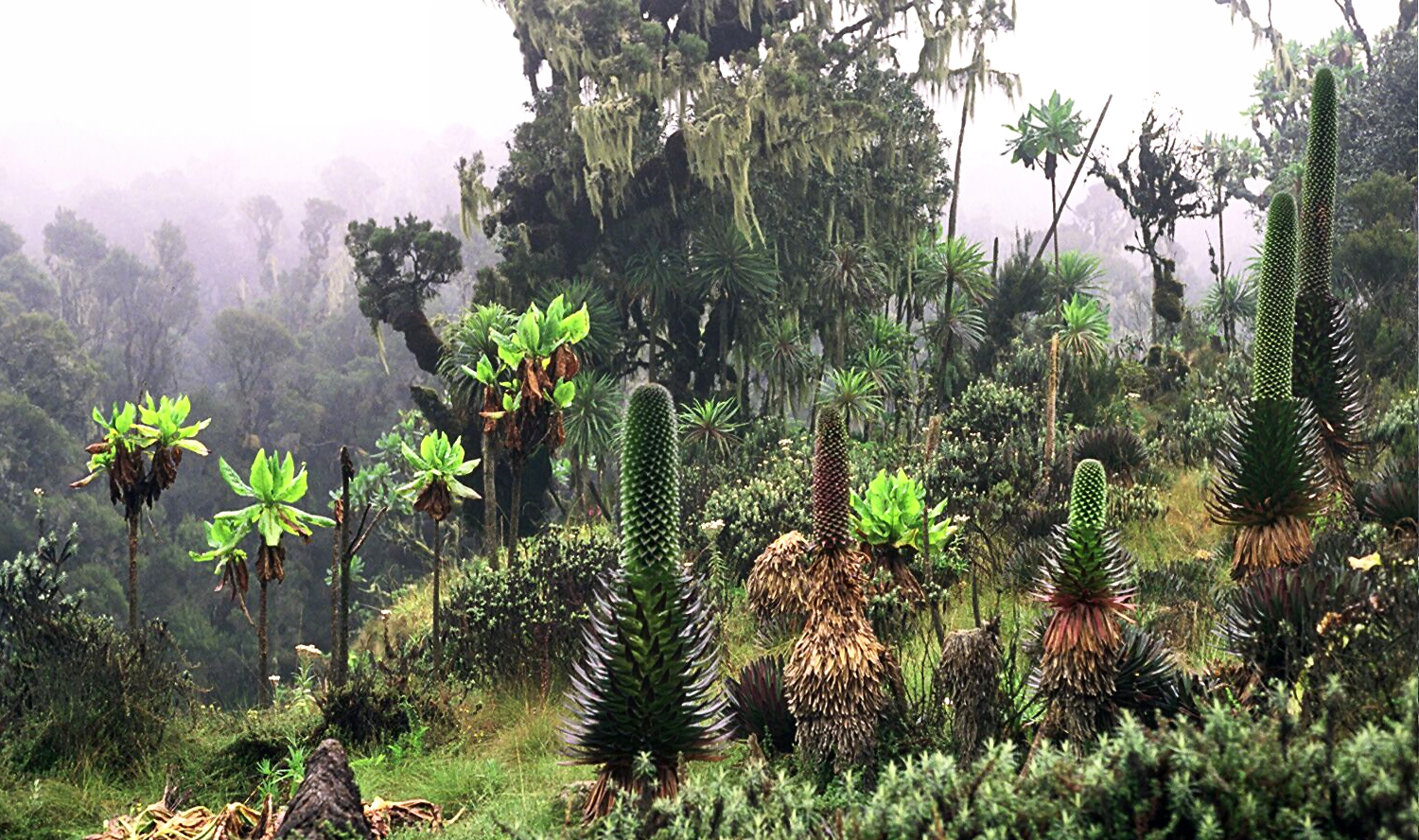
標高3,400m付近に「ジャイアントロベリア」が生える

ルウェンゾリ山地は、熱帯雨林から高山草原、さらに雪原と、非常に多彩な植生を持つ山地であることが知られている。この山地は、すっぽりと雲に覆われていることから、非常に湿潤な地域になっている。コケに覆われた一部の地域には、6mにもなるヒースが生えていることで知られている。また、キキョウ科ミゾカクシ属の植物でいわゆる「ジャイアントロベリア」（英: giant lobelia）の一種である Lobelia bequaertii De Wild. (sv) （シノニム: Lobelia deckenii subsp. bequaertii（De Wild.）Mabb. や Lobelia wollastonii Baker f. (sv)  が生えている地域もある。もちろん、マルミミゾウやいくつかの霊長類、固有種の鳥類など、多彩な植生と調和している個性的な動物相もまた優れたものである。

## 歴史
紀元後150年頃、プトレマイオスが『ゲオグラフィア』（羅: Geographia - 地理学）の中で、ナイル川の源流について記録した文章にあらわれる「月の山脈」（ラテン語: Lunae Montes）にルウェンゾリ山地が比定されることがしばしばある。しかし、そう決め付けるには、元の記述が曖昧に過ぎる。
この山地を最初に目撃したヨーロッパ人は探検家のヘンリー・モートン・スタンリーで、1889年であった。それ以前の20年ほどの間に目撃しうる立場にいた探検家たちは、山地が前述の雲に覆われていたことから視認できなかった。
1889年6月7日には、探検隊の副司令官で軍治責任者であったウィリアム・グラント・ステアーズ（William Grant Stairs）が、10677フィート地点に辿り着き、非アフリカ人として最初の登山者となった。最初の登頂者は1906年に成功したルイージ・アメデーオ・ディ・サヴォイアである。

## ルウェンゾリの氷河の後退
ルウェンゾリ山頂の氷河は20世紀以降の気候変動の影響を受けている。1906年には、6つの山に43もの名付けられた氷河が分布し、氷河が覆う総面積は7.5km2（当時のアフリカ氷河の約半分）であった。ところが2005年の観測では、わずか3つの山に約1.5km2 が残るに過ぎなくなっていた。
ユニヴァーシティ・カレッジ・ロンドンのリチャード・テイラーらの研究では、地球規模の気候変動にその原因が求められており、山地の植生や生物多様性への影響が研究されている。